# Тречента
Тречента (итал. Trecenta) је насеље у Италији у округу Ровиго, региону Венето.
Према процени из 2011. у насељу је живело 1555 становника. Насеље се налази на надморској висини од 10 м.

## Становништво
Према резултатима пописа становништва 2011. у општини је живело 2.956 становника.
| 1931. | 1936. | 1951. | 1961. | 1971. | 1981. | 1991. | 2001. | 2011. |
| ----- | ----- | ----- | ----- | ----- | ----- | ----- | ----- | ----- |
| 6.386 | 6.584 | 6.644 | 4.960 | 4.217 | 3.790 | 3.458 | 3.146 | 2.956 |

## Партнерски градови
- Фрата Полезине
- Конверсано